# Dionysius (helgon)
Sankt Dionysius (franska Saint Denis) var en fransk biskop och sedermera skyddshelgon inom Romersk-katolska kyrkan, mördad 262 i Paris. Han är skyttarnas skyddspatron och anropas vid huvudvärk och rabies. Han räknas till de fjorton nödhjälparna.